# Valea Ciorii
Valea Ciorii est une commune du județ de Ialomița en Roumanie.